# Eurytoma baccae
Eurytoma baccae är en stekelart som beskrevs av Bugbee 1967. Eurytoma baccae ingår i släktet Eurytoma och familjen kragglanssteklar. Inga underarter finns listade i Catalogue of Life.